# 20e cérémonie des Saturn Awards
La 20e cérémonie des Saturn Awards, récompensant les films et séries télévisées américaines fantastiques sortis en 1993, s'est tenue le 20 octobre 1994

## Palmarès
Les lauréats sont indiqués en gras et en première position de chaque catégorie.

### Cinéma

#### Meilleur film de science-fiction
- Jurassic Park
  - Demolition Man
  - Fortress
  - Max, le meilleur ami de l'homme
  - Meteor Man
  - RoboCop 3
  - Visiteurs extraterrestres

#### Meilleur film fantastique
- L'étrange Noël de Monsieur Jack
  - Les valeurs de la famille Addams
  - Un jour sans fin
  - Drôles de fantômes
  - Hocus Pocus
  - Last Action Hero
  - La star de Chicago

#### Meilleur film d'horreur
- Evil Dead 3
  - La part des ténèbres
  - Le bon fils
  - Chasse à l'homme
  - Kalifornia
  - Le bazaar de l'épouvante
  - La disparue

#### Meilleur acteur
- Robert Downey Jr. dans Drôles de fantômes
  - Jeff Bridges dans La disparue
  - Bill Murray dans Un jour sans fin
  - Robert Patrick dans Visiteurs extraterrestres
  - Arnold Schwarzenegger dans Last Action Hero
  - Christian Slater dans True Romance
  - Max von Sydow dans Le bazaar de l'épouvante

#### Meilleure actrice
- Andie MacDowell dans Un jour sans fin
  - Patricia Arquette dans True Romance
  - Laura Dern pour le rôle du Pr Ellie Sattler dans Jurassic Park
  - Michelle Forbes dans Kalifornia
  - Anjelica Huston dans Les valeurs de la famille Addams
  - Bette Midler dans Hocus Pocus
  - Ally Sheedy dans Max, le meilleur ami de l'homme

#### Meilleur acteur dans un second rôle
- Lance Henriksen dans Chasse à l'homme
  - Jeff Goldblum pour le rôle ue Pr Ian Malcolm dans Jurassic Park
  - Charles Grodin dans Drôles de fantômes
  - Wayne Knight pour le rôle de Dennis Nedry dans Jurassic Park
  - John Malkovich dans Dans la ligne de mire
  - Tom Sizemore dans Drôles de fantômes
  - J. T. Walsh dans Le bazaar de l'épouvante

#### Meilleure actrice dans un second rôle
- Amanda Plummer dans Le bazaar de l'épouvante
  - Sarah Jessica Parker dans Hocus Pocus
  - Nancy Allen dans RoboCop 3
  - Joan Cusack dans Les valeurs de la famille Addams
  - Julie Harris dans La part des ténèbres
  - Kathy Najimy dans Hocus Pocus
  - Kyra Sedgwick dans Drôles de fantômes
  - Alfre Woodard dans Drôles de fantômes

#### Meilleur jeune acteur / actrice
- Elijah Wood dans Le bon fils
  - Jesse Cameron-Glickenhaus dans Le triomphe des innocents
  - Manuel Colao dans La course de l'innocent
  - Joseph Mazzello pour le rôle de Timothy « Tim » Murphy dans Jurassic Park
  - Austin O'Brien dans Last Action Hero
  - Christina Ricci dans Les valeurs de la famille Addams
  - Ariana Richards pour le rôle de Alexis « Lex » Murphy dans Jurassic Park

#### Meilleure réalisation
- Steven Spielberg pour Jurassic Park
  - John McTiernan pour Last Action Hero
  - Harold Ramis pour Un jour sans fin (Groundhog Day)
  - George A. Romero pour La part des ténèbres (The Dark Half)
  - Henry Selick pour L'étrange Noël de Monsieur Jack (The Nightmare Before Christmas)
  - Ron Underwood pour Drôles de fantômes (Heart and Souls)
  - John Woo pour Chasse à l'homme (Hard Target)

#### Meilleur scénario
- Jurassic Park – Michael Crichton et David Koepp
  - Drôles de fantômes (Heart and Souls) – Erik Hansen, Gregory Hansen, Brent Maddock et S. S. Wilson
  - Un jour sans fin (Groundhog Day) – Harold Ramis et Danny Rubin
  - Kalifornia – Tim Metcalfe
  - Last Action Hero – David Arnott et Shane Black
  - True Romance – Quentin Tarantino
  - Visiteurs extraterrestres (Fire in the Sky) – Tracy Tormé

#### Meilleure musique
- L'Étrange Noël de monsieur Jack (The Nightmare Before Christmas) – Danny Elfman
  - Chasse à l'homme (Hard Target) – Graeme Revell
  - Drôles de fantômes (Heart and Souls) – Marc Shaiman
  - Jurassic Park – John Williams
  - Psychose meurtrière (The Vagrant) – Christopher Young
  - Les Valeurs de la famille Addams (Addams Family Values) – Marc Shaiman
  - Visiteurs extraterrestres (Fire in the Sky) – Mark Isham

#### Meilleurs costumes
- Hocus Pocus : Les Trois Sorcières (Hocus Pocus) – Mary E. Vogt
  - Demolition Man – Bob Ringwood
  - Un jour sans fin (Groundhog Day) – Jennifer Butler
  - Jurassic Park – Sue Moore et Eric H. Sandberg
  - Last Action Hero – Gloria Gresham
  - Super Mario Bros. – Joseph A. Porro
  - Les Valeurs de la famille Addams (Addams Family Values) – Theoni V. Aldredge

#### Meilleurs maquillages
- Kevin Haney pour Les valeurs de la famille Addams
  - (K.N.B. EFX Group Inc., Alterian Inc.) pour Evil Dead 3
  - John Vulich et Everett Burrell pour La part des ténèbres
  - Screaming Mad George et Steve Johnson pour La cité des monstres
  - Kevin Yagher et Mitchell J. Coughlin pour Max, le meilleur ami de l'homme
  - Jeff Goodwin, Vincent J. Guastini et Rob Burman pour Super Mario Bros.
  - Bob Keen pour Warlock: The Armageddon

#### Meilleurs effets spéciaux
- Jurassic Park – Michael Lantieri, Dennis Muren, Phil Tippett et Stan Winston
  - Demolition Man – Michael J. McAlister et Kimberly Nelson LoCascio
  - Drôles de fantômes (Heart and Souls) – 4-Ward Productions et Pacific Data Images (PDI)
  - L'Étrange Noël de monsieur Jack (The Nightmare Before Christmas) – Gordon Baker, Eric Leighton et Ariel Velasco-Shaw
  - Hocus Pocus : Les Trois Sorcières (Hocus Pocus) – Buena Vista Visual Effects, Matte World Digital et Rhythm & Hues
  - Last Action Hero – John E. Sullivan
  - Solar Crisis – Richard Edlund

### Télévision et vidéo

#### Meilleure série télévisée
- Lois & Clark: les nouvelles aventures de Superman
  - Brisco County
  - The Simpsons
  - Star Trek: Deep Space Nine
  - Star Trek: The Next Generation
  - Wild Palms
  - X-Files

#### Meilleur film en vidéo
- Braindead (Dead Alive)
  - L'ambulance
  - Blade Runner (director's cut)
  - El Mariachi
  - C'est arrivé près de chez vous
  - Tomcat: Dangerous Desires
  - Warlock: The Armageddon

### Prix spéciaux

#### Prix George Pal
- Stan Winston
- Gene Warren
- Wah Chang

#### Prix posthume
- Alfred Hitchcock

#### Prix pour l'ensemble de son œuvre
- Whit Bissell
- Steve Reeves

#### Prix spécial du jury
- Steven Spielberg

#### Prix Service
- Mohammed Rustam

### Nominations multiples
- 2 nominations : RoboCop 3, Le bon fils (1 récompense), La disparue, Evil Dead 3 (1 récompense), Warlock: The Armageddon
- 3 nominations : Demolition man, Max, le meilleur ami de l'homme, Kalifornia, True romance, Super Mario Bros.
- 4 nominations : Visiteurs extraterrestres, L'étrange Noël de Monsieur Jack (2 récompenses), La part des ténèbres, Chasse à l'homme (1 récompense), Le bazaar de l'épouvante (1 récompense)
- 6 nominations : Un jour sans fin (1 récompense), Hocus Pocus (1 récompense)
- 7 nominations : Les valeurs de la famille Addams (1 récompense), Last Action Hero
- 10 nominations : Drôles de fantômes (1 récompense)
- 11 nominations : Jurassic Park (4 récompenses)